# Драбівка
Дра́бівка — село в Україні, у Черкаському районі Черкаської області, підпорядковане Набутівській сільській громаді. Населення становить 1327 осіб.

## Історія
У 1552 році згідно опису Канівського замку на місці села був уход Ождилове. Спочатку ним володів земянин Єльц, а потім - земянин Драб. Там було 8 пасік і боброві гони. Перші відомі письмові згадки саме про Драбівку відносяться до 1637 року, коли під час повстання Павлюка у Драбівці знаходилося 7 тисяч козаків. У 1679 році за наказом московського царства та лівобережного гетьмана Івана Самойловича людей з Драбівки та з Правобережної України було виселено на Лівобережну Україну. Відома скарга гетьмана Івана Мазепи московському царю про те, що корсунський полковник Захар Іскра завів у Драбівську слободу і закликав переселятися до себе поселенцям з Лівобережжя. За історичними джерелами у 1741 році в селі було 60 дворів. На 1804 рік село належало графині Катерині Василівні Літте. З 1833 року за купчою Драбівка дісталась княгині Єлизаветі Ксаверівні Воронцовій (Браницькій) від графині Юлії Павлівни Самойлової. Після 1833 року Драбівка належала графу Михайлу Семеновичу Воронцову. В 1892-1900 роках власницею села, що входило до Мошногородищенського маєтку, була Катерина Андріївна Балашова.
4 лютого 1920 року через Драбівку під час Зимового походу проходив Кінний полк Чорних Запорожців Армії УНР. За спогадами командира полку Петра Дяченка «селяни… були озброєні. Мали досить рушниць, кулеметів, а на площі Драбівки стояли дві гармати. Між собою пов'язані телефоном. Усе це велось під прапором Самостійної України. Полк щиро вітали і запрошували до хат. Радісно було чути й бачити працю національно свідомих людей».

## Історія назви
Походження назви села
За однією версією у XV—XVI ст. у цьому районі жили драби — наймані піхотинці на службі у великих князів литовських. У іншому значенні — обідранець, босяк. Можливо, що назва 'драби' має, щось спільне з назвою села Драбівка.
За іншою версією назва Драбівка походить від земянина Драба, який у 1552 році володів уходом Ождилове на місці нинішнього села.
Перша згадка в літописах
За археологічними даними поблизу відомі поселення бронзової доби, скіфської та черняхівської культур, городища XI—XIII ст. Дата заснування села невідома. Перші відомі письмові згадки відносяться до 1637 року, коли під час повстання Павлюка в Драбівці закрилося понад 7 тисяч козаків.
Село Драбівка згадується в книзі Л. Поліхевича «Сказание о населённых местностях Киевской губернии» в 1864 році на карті Черкаського повіту 1901 року. 

## Географічне розміщення
Село Драбівка розміщене за 22 км від районного центру, міста Корсунь-Шевченківський, і за 60 км від обласного центру, міста Черкаси. Площа села 450 га. З півночі на південь простяглося на 5 км, з заходу на схід 3 км. Кількість населення — 1327 осіб. До складу сільської ради входить селище Червоне, розміщене в східному напрямку на відстані 2 км від села. З села Драбівки до Набутівської сільської ради (ця споруда знаходить в центрі села) та самого Набутова їхати приблизно 4,15 км по міській дорозі по цій дорозі також можна дістатися до сусіднього села Деренковець який знаходиться за 5-6 кілометрів.

## Визначні пам'ятки, пам'ятники
Поблизу села виявлено поселення епохи бронзи, три поселення скіфського періоду, одне — черняхівської культури, городище і поселення часів Київської Русі. Збереглися залишки сторожових укріплень, побудованих Ярославом Мудрим (XI ст.). В селі також існує пам'ятник воїнам-односельцям який був встановлений на честь другої світової війни та перемоги над другою світовою війною 1939-1945 років, цей пам'ятник знаходиться біля міських магазинів та будинку культур, який знаходиться через дорогу. У селі також існує автомобільний міст через який їдуть автомобілі та пішоходи цей міст називається Автошлях Т2403 на честь дороги яка проходить над мостом, під мостом тиче річка Рось а під мостом пасуться корови в літній період.

## Відомі люди
У селі народилися:
- Дяченко Кость Іванович — український письменник
- Яценко Тамара Семенівна (*1944) — доктор психологічних наук, професор, дійсний член Національної Академії педагогічних наук України.
- Олійник Наталія Іванівна (*1965) — доктор наук з державного управління, професор кафедри управління національним господарством та економічної політики Національної академії державного управління при Президентові України.